# Təzəkənd (Masallı)
Təzəkənd è un comune dell'Azerbaigian situato nel distretto di Masallı. Conta una popolazione di 2 529 abitanti.